# شهرستان کلارک (نوادا)

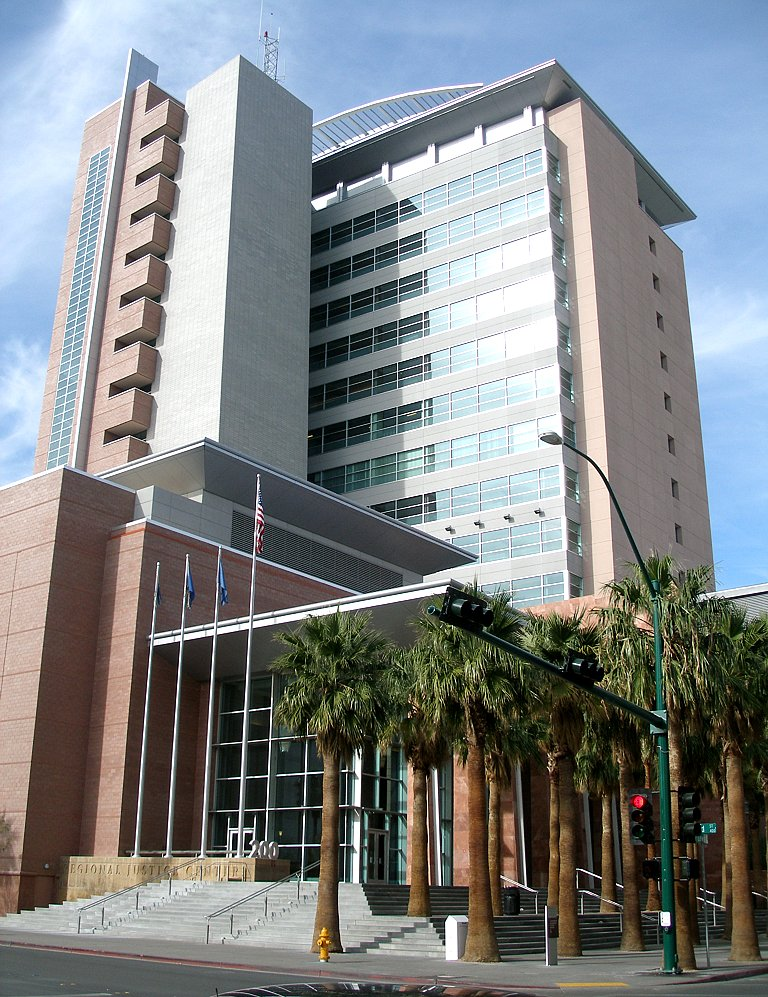
نمایی از ساختمان مرکزی عدالت منطقه‌ای در مرکز شهر لاس وگاس. مانند بسیاری از ساختمان‌های پست مدرن، این مکان کاملاً مستطیلی نیست، به همین دلیل است که برخی از خطوط در عکس عجیب به نظر می‌رسند. - ۲۰۰۶

شهرستان کلارک یکی از شهرستان‌های ایالت نوادا در امریکاست. بر طبق آمارهای سال ۲۰۱۰، جمعیت آن معادل ۱٫۹۵۱٫۲۶۹ نفر بوده‌است. مرکز این شهرستان، لاس‌وگاس است که بخاطر وجود همین شهر، این شهرستان یکی از شهرستان‌هایی است که بیشترین میزان جمعیت را در خود جای داده. همچنین موقعیت این شهرستان در جنوب-جنوب‌شرقی ایالت نوادا است.
مساحت شهرستان کلارک ۲۰٫۹۶۰ کیلومتر مربع است که از این میزان ۲٫۲۳٪ آن پهنه‌های آبی است و مابقی زمین.

## پیوند
- وبگاه رسمی